# Klíčany
Klíčany là một làng thuộc huyện Praha-východ, vùng Středočeský, Cộng hòa Séc.